# Faustina cea Tânără
Faustina cea Tânără (Faustina Minor), cu numele latin Annia Galeria Faustina (n. prin 125/130 – d. 175), a fost o împărăteasă romană, soția lui Marc Aureliu.

## Biografie

### Origini și tinerețea
Fiică a lui Antoninus Pius și a Faustinei celei Bătrâne (Faustina Maior), ea a primit prenumele mamei sale. A fost mezina cuplului imperial și a fost singura, dintre copiii acestuia, care nu a murit în timpul copilăriei. 
S-a născut și a crescut la Roma.
Unchiul său străbun, împăratul Hadrian, a aranjat cu tatăl său Antoninus căsătoria ei cu Lucius Verus; s-au logodit pe data de 25 februarie 138. Tatăl lui Verus, adoptat de Hadrian ca Lucius Aelius Caesar, este promis la tronul imperial, dar când a murit Hadrian l-a adoptat pe tatăl Faustinei (Antoninus Pius), care a devenit moștenitorul imperial. Antoninus a rupt logodna fiicei sale și aceasta s-a logodit cu vărul ei primar, Marc Aureliu, adoptat oficial de tatăl ei, în 138.

### Moștenitoare imperială
Ea s-a căsătorit cu împăratul Marc Aureliu, vărul său primar, în aprilie 145. Se cunosc puține lucruri despre ceremonia de căsătorie, chiar dacă piese monetare, cu capetele cuplului și cel al lui Antoninus Pius, Pontifex Maximus („pontif suprem”), au fost bătute.
A devenit mama viitorului împărat Commodus în 161.

### Împărăteasă
La 7 martie 161, la moartea lui Antoninus Pius, Marcus Aurelius și Lucius Verus au devenit coîmpărați. Faustina a primit titlul de Augusta și a devenit împărăteasă.
Puține surse romane o descriu. Dio Cassius și Historia Augusta îi desenează un portret nu tocmai măgulitor: foarte nestatornică, ea l-ar fi înșelat pe soțul său cu gladiatori și cu legionari.
Ea și-a însoțit soțul în campaniile militare ale acestuia (fapt care i-au adus numele de „Mater castrorum’’, „Mama castrelor”, de către soldați.)
Se pare că s-ar fi implicat în revolta lui Avidius Cassius. Îngrijorată de sănătatea precară a soțului ei, ea a căutat un protector, fiul ei Commodus având atunci doar 13 ani. Astfel ea a dorit să găsească o contragreutate pentru influentul Tiberius Claudius Pompeianus, într-o poziție de forță pentru a-i obține postul de princeps la moartea lui Marc Aureliu. Dar revolta a eșuat.

### Moartea și posteritatea
În iarna 175/176, ea a murit, în urma unui accident, în Cappadocia în tabăra militară de la Halala, o cetate situată aproape de Munții Taurus. Marc Aureliu a fost profund afectat de moartea sa; a înmormântat-o (ea nu a fost incinerată) în Mausoleul lui Hadrian la Roma, într-un sarcofag de marmură sculptat. A primit onoruri divine: statuia sa a fost așezată în templul zeiței Venus la Roma și un templu i-a fost dedicat. Numele cetății Halala a fost schimbat în Faustinopolis, iar Marc Aureliu a deschis școli pentru fetele orfane, care au fost denumite Puellae Faustinianae („Fiicele Faustinei”). Băile Faustinei de la Milet au primit, de asemenea, numele în onoarea sa.

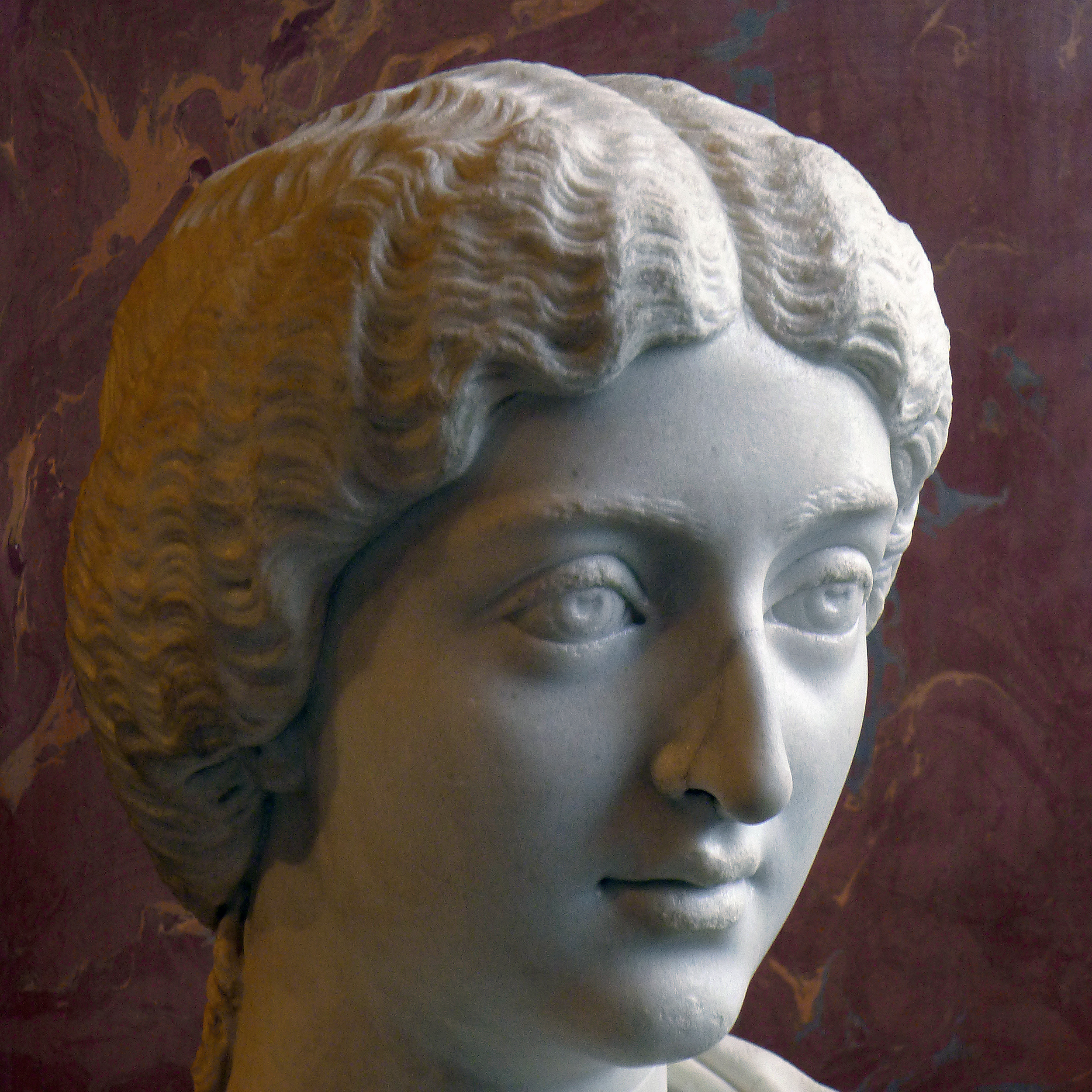
Capul statuii Faustinei celei Tinere (portret postum, prin 180-190) - Muzeul Luvru (Ma1176, detaliu).
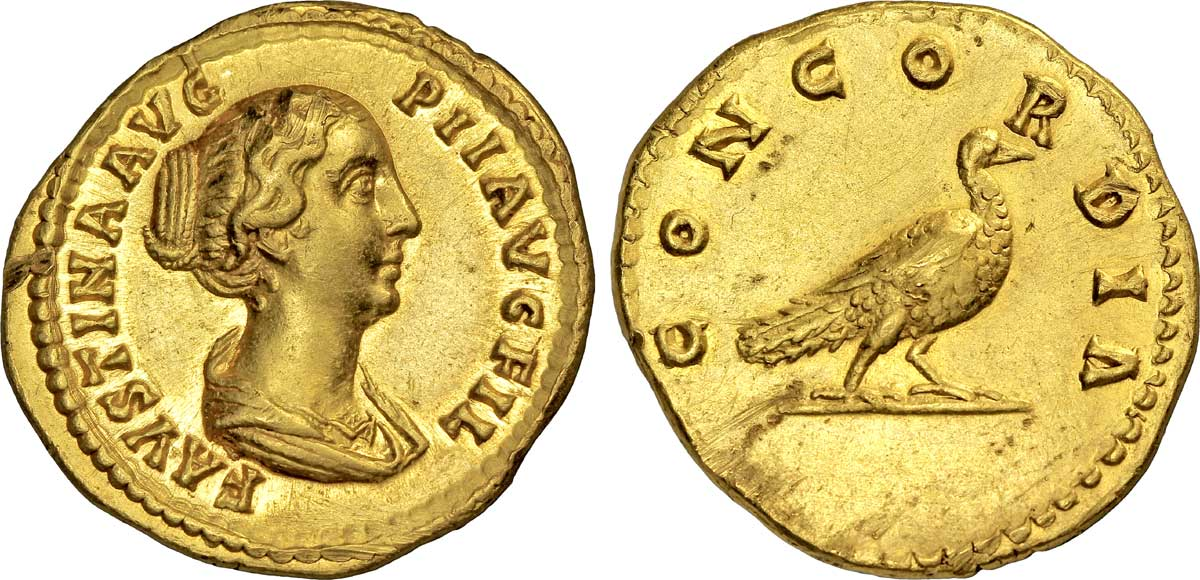
Aureus cu efigia Faustinei cele Tinere. Prin anii 148-150. Avers: circular: FAVSTINA AVG PIIAVG FIL, în centru: Efigia Faustinei celei Tinere, spre dreapta. Revers: circular CONCORDIA, în centru: o porumbiță.
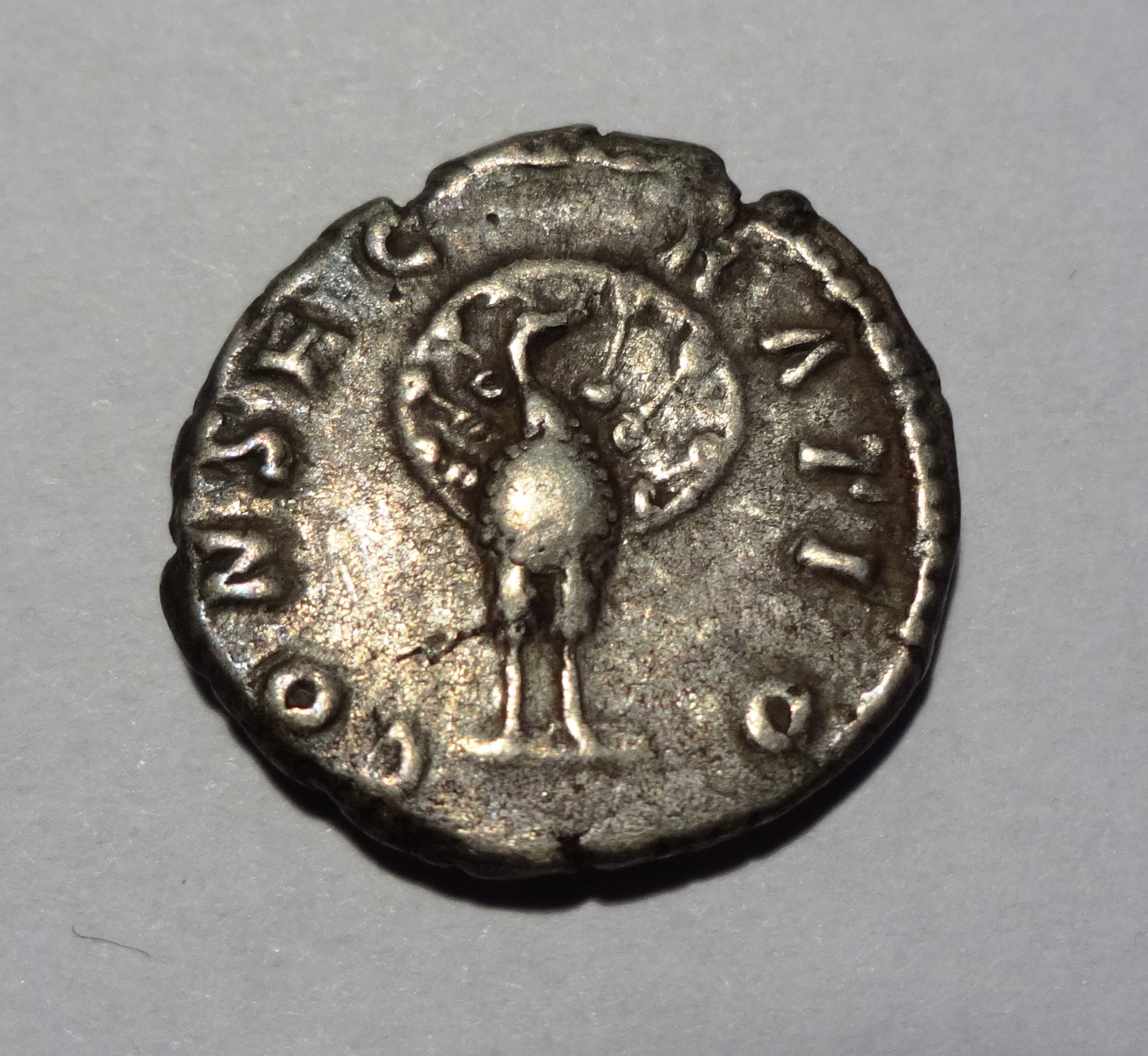
Denar de consacrare a Faustinei

### Descendență

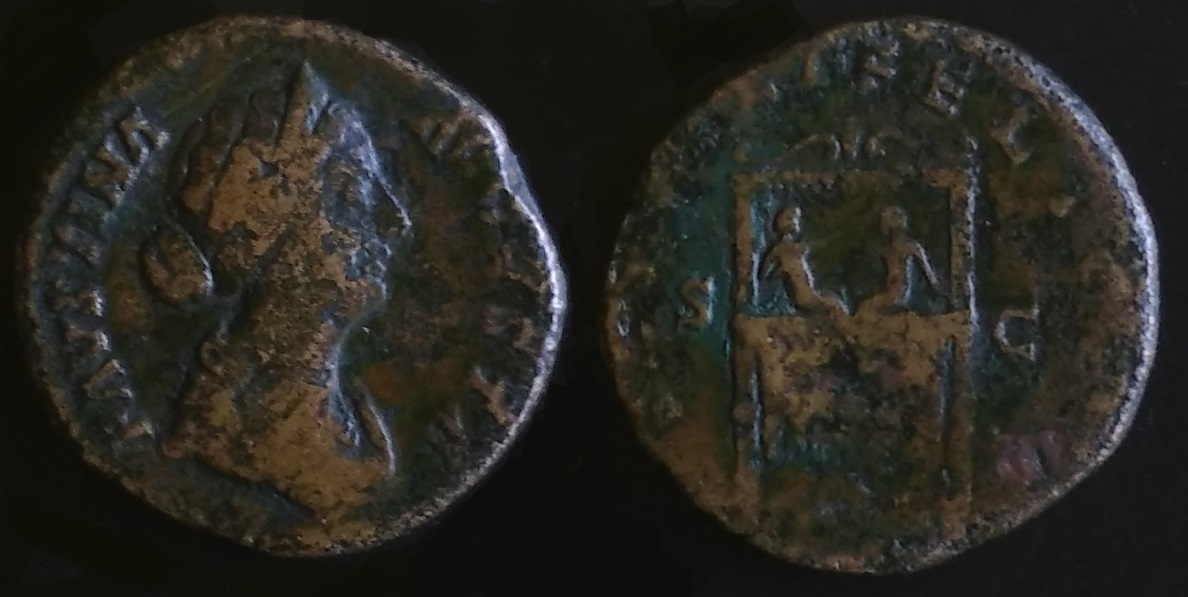
Sesterț emis în 161 pentru celebrarea nașterii lui Commodus și a fratelui său geamăn.

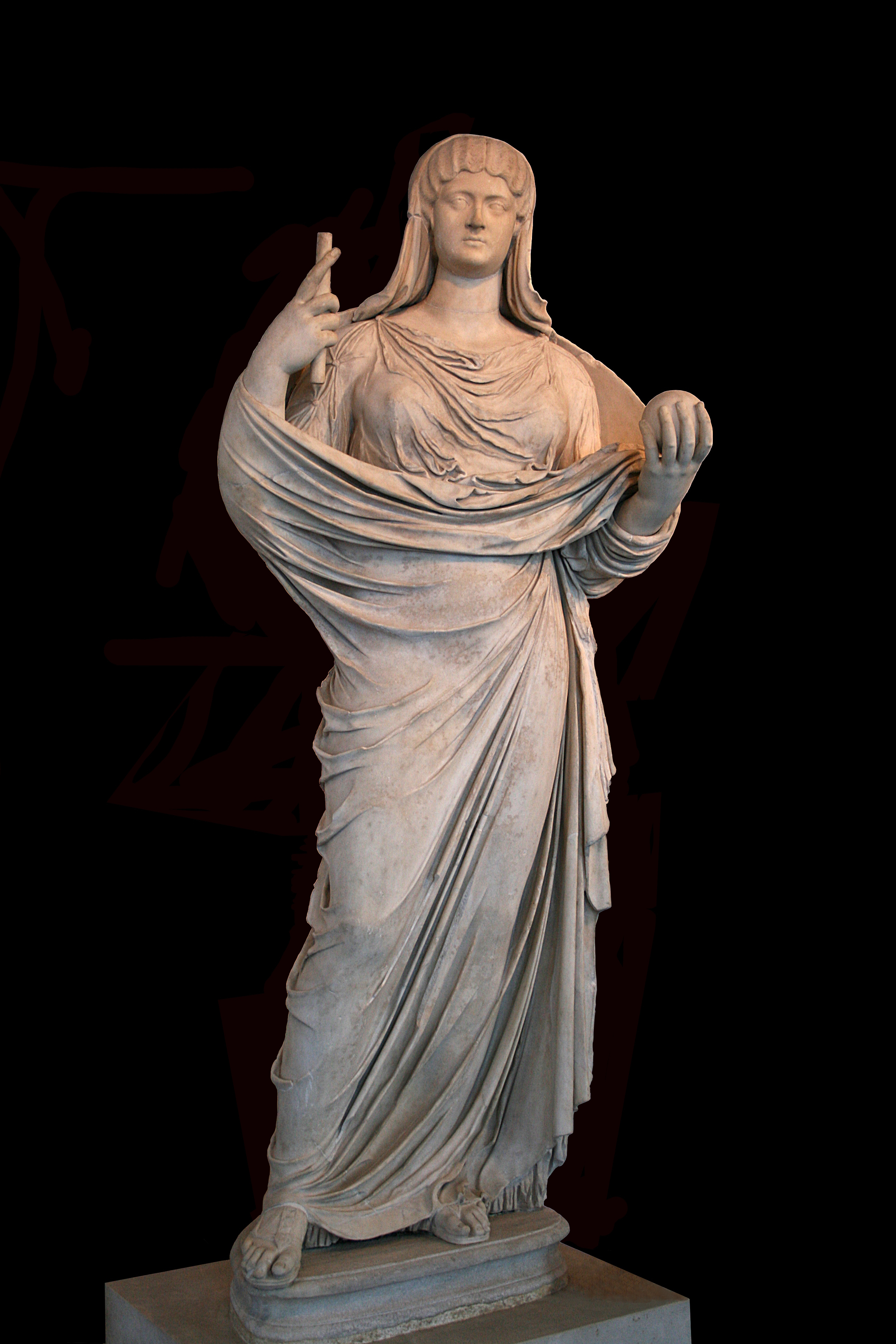
Statuia Faustinei celei Tinere realiată în 165 d.Hr., expusă la Palazzo Massimo alle Terme din Roma.

În treizeci de ani de căsătorie, Faustina și Marc Aureliu au avut treisprezece copii: 
1. Annia Aurelia Galeria Faustina (147–după 165);
2. Gemellus Lucillae (mort prin 150), frate geamăn al Lucillei;
3. Annia Aurelia Galeria Lucilla (148/50–182), sora geamănă a lui Gemellus, soția coîmpăratului Lucius Verus;
4. Titus Aelius Antoninus (născut după 150, mort înainte de 7 martie 161);
5. Titus Aelius Aurelius (né după 150, mort înainte de 7 martie 161);
6. Hadrianus (152–157);
7. Domitia Faustina (născută după 150, moartă înainte de 7 martie 161);
8. Annia Aurelia Fadilla (159–după 211);
9. Annia Cornificia Faustina Minor (160–după 211);
10. Titus Aurelius Fulvus Antoninus (161–165), fratele geamăn al lui Commodus;
11. Lucius Aurelius Commodus Antoninus (Commodus) (161–192), fratele geamăn al lui Titus Aurelius Fulvus Antoninus;
12. Marcus Annius Verus Caesar (162–169);
13. Vibia Aurelia Sabina (170–moartă înainte de 217).